# 土曜バンバン!やってもいいかな?!
土曜バンバン!やってもいいかな?!（どようバンバンやってもいいかな）は、1995年4月8日から2000年3月25日まで放送されたラジオ関西（当時のAM KOBE）の番組である。
通称：「土曜バンバン」。

## 概要
放送時間は8:00～11:50。しかし、番組の末期は8:00～11:00まで。（現実的には8時の時報の前にオープニングトークがあるので7:59:45～。）番組が金曜日に移動したのは、サタデー競馬（当時）の放送時間が11:00から、そして最終的には現在の10:05からに放送時間が繰り上がったため。サタデー競馬（当時）の放送時間が11:00からになった際には、サタデー競馬のオープニングにバンバンが登場し、主にG1レースの予想を当時の司会者・牛尾淳とともに行っていた。
この番組が後の金曜バンバン ゴメンネ!?ばんばひろふみDE、ばんばひろふみ!ラジオ・DE・しょー!につながっていく。

## 出演者
- パーソナリティー ばんばひろふみ
- アシスタント 増井孝子
- パートナー 松下里美（現・松下サトミ ヴォーカリスト）
- ニュースキャスター 内田香織（番組最後のニュースキャスター。）
- テレマートラジオショッピングプレゼンター ふぉめ（しかしラジオ大阪では、別のかわい りなという名前で、また谷五郎や藤田佳子、林真一郎とか他の番組では"ミズホ"さんと呼ばれていた。）

## タイトルについて
ラジオ関西のワイド番組にはサブタイトルがついていることが多いが、この番組には「バライティワイド」という冠がついていた。しかし番組の中でこのサブタイトルが使用、また披露されたことは一度もなかった。
また、この番組のタイトルについて、「早朝の深夜放送」と言う触れ込みで、震災直後の4月から、ばんばさんが神戸の人に笑いを!という意気込みで始まった、当初は、こんな不謹慎な番組を震災後の神戸に、ほんとうに流してもいいんだろうか？と、不安いっぱいで始まった。そのため番組タイトルに「いいかな？」が付いていた。

## 当時のコーナー
- 日産サタデースポーツ（8時台）
  - 当時ラジオ関西も「日産フラッシュジャーナル」枠を持っていたため。（但し、番組の末期は日産フラッシュジャーナル枠がなくなったため、消滅。）
- レースダイジェスト（8時台）
  - 当日の公営レースの案内をする前に、実況担当の庄司正樹さんとお話をするコーナー。（但し、サタデー競馬（当時）の放送時間が11:00に繰り上がった際に庄司正樹さんとが担当から外れたため、お話をするコーナーは消滅。）
- 気配りの一曲（8時台）
  - 当時発売されていた「Hello Again」を九時の時報までかけていた。
- RVインフォメーション（9時台）
  - 三菱自動車提供。週末のお薦めスポットを紹介するコーナー。
- 私怒ってます（9時台）
  - 松下里美が変な大阪弁で怒鳴っていたコーナー。主に聴取者の怒りを代弁するコーナー。
- 花はどこへ行ったの？（9時台）
  - リスナーが花を贈りたい人にメッセージとともに送るコーナー。
- 朝から激論、何言うねん?ごめんねジローのコーナー（9時台）
  - （ジローとは杉田次郎のことである）。いわゆるお便りのコーナー。 ステッカーが読まれた人に送られていた。
- 土曜バンバン・音楽クイズ（10時台）
  - 三択クイズのコーナー。

## 金曜バンバンに受け継がれるコーナー
- バンバン今週の出来事
- なちらの名前で出ています。
- 知性の玉手箱
- おたかのシネマでトーク
  - 当時、そして金曜バンバン ゴメンネ!?ばんばひろふみDE時代はエンディング寸前のコーナーであったため。早口での映画紹介であった。

## 年始の放送について
年始は録音での放送であった。その代わりに土曜バンバン・音楽クイズを一時間置きに放送するなど、それなりに凝った内容に仕上げていた。

## ステッカーについて
当時ステッカーには放送時間がしっかり入っていたが、放送時間変更後もそのまま使用され、最終的には番組終了直前にステッカーの在庫一掃大放出なるものが行われた。

## 社食でんゲゲ
最終回手前に、ハーバーランドに移転したラジオ関西の社員食堂で出演者とリスナー30人が会食するという企画が行われた。往復はがきで参加者を募集。外れたリスナーには返信用はがきにバンバンがサインをして返信された。

## 番組グッズ
- ステッカー
- バンバンの顔の形をした香り石鹸